# Xavier Sánchez
Xavier Sánchez Bernat (Balaguer, 7 gennaio 1975) è un allenatore di pallacanestro ed ex cestista spagnolo.

## Palmarès
- Copa Príncipe de Asturias: 1

Murcia: 2006